# Voetbalkampioenschap van Principe
Het voetbalkampioenschap van Principe (Portugees: Liga Insular do Príncipe) is de voetbalcompetitie van het eiland Principe. De winnaar van deze competitie plaatst zich voor het voetbalkampioenschap van Sao Tomé en Principe waar tegen de winnaar van het voetbalkampioenschap van Sao Tomé wordt gespeeld. Van de dertig edities die het algehele landskampioen heeft geteld won er zeven maal een club uit Principe, vier keer GD Os Operários, in 2009 GD Sundy en in 2011 en 2012 Sporting do Príncipe. Het voetbalkampioenschap van Principe bestaat uit slechts zes clubs en heeft geen tweede niveau, degradatie is dus niet mogelijk.
In 2011 leek Operários op weg naar de vijfde eilandtitel, maar nadat bleek dat er een onreglementaire speler was opgesteld werd Sporting do Príncipe voor het eerst uitgeroepen tot eilandkampioen. Sporting won ook de landelijke finale. In 2013 en 2014 won FC Porto Real de eilandcompetitie en in 2015 weer Sporting do Príncipe.

## Clubs 2015
De volgende zes clubs speelden mee in de competitie van 2015.
- Sporting do Príncipe
- GD Os Operários
- Desportivo 1º de Maio
- FC Porto Real
- União Desportiva Aeroporto, Picão e Belo Monte
- Grupo Desportivo da Roça Sundy

## Kampioenen
- 1977: onbekend
- 1978: onbekend
- 1979: onbekend
- 1980: onbekend
- 1981: onbekend
- 1982: onbekend
- 1983: geen kampioenschap
- 1984: onbekend
- 1985: onbekend
- 1986: onbekend
- 1987: geen kampioenschap
- 1988: onbekend
- 1989: onbekend

- 1990: GD Os Operários
- 1991: onbekend
- 1992: geen kampioenschap
- 1993: GD Os Operários
- 1994: onbekend
- 1995: onbekend
- 1996: onbekend
- 1997: geen kampioenschap
- 1998: GD Os Operários
- 1999: FC Porto Real
- 2000: GD Sundy
- 2001: GD Sundy
- 2002: geen kampioenschap

- 2003: 1º de Maio
- 2004: GD Os Operários
- 2005: geen kampioenschap
- 2006: geen kampioenschap
- 2007: UDAPB
- 2008: geen kampioenschap
- 2009: GD Sundy
- 2011: Sporting do Príncipe
- 2012: Sporting do Príncipe
- 2013: FC Porto Real
- 2014: FC Porto Real
- 2015: Sporting do Príncipe

### Per club
| Titels | Club                 | Jaar                   |
| ------ | -------------------- | ---------------------- |
| 4      | GD Os Operários      | 1990, 1993, 1998, 2004 |
| 3      | GD Sundy             | 2000, 2001, 2009       |
| 3      | FC Porto Real        | 1999, 2013, 2014       |
| 3      | Sporting do Príncipe | 2011, 2012, 2015       |
| 1      | 1º de Maio           | 2003                   |
| 1      | UDAPB                | 2007                   |

1º de Maio · GD Os Operários · FC Porto Real · Sporting do Príncipe · GD Sundy · União Desportiva Aeroporto, Picão e Belo Monte
Voetbalfederatie · Nationaal stadion · Mannenelftal · Landskampioenschap mannen · Eilandcompetitie Sao Tomé (tweede niveau · derde niveau) · Eilandcompetitie Principe · Beker mannen · Vrouwenelftal · Landskampioenschap vrouwen